# WNXY-LD
WNXY-LP (também conhecida como TV 26) é uma emissora de televisão americana com sede em Nova Iorque, NY. Opera nos canais 26 UHF analógico e 43 UHF digital.